# Un homme respectable
Pour plus de détails, voir Fiche technique et Distribution.
Un homme respectable (Men of Respect) est un film américain réalisé par William Reilly, sorti en 1990.

## Synopsis
Une transposition de Macbeth dans l'univers de la mafia américaine.

## Fiche technique
- Titre : Un homme respectable
- Titre original : Men of Respect
- Réalisation : William Reilly
- Scénario : William Reilly d'après la pièce de théâtre Macbeth de William Shakespeare
- Musique : Misha Segal
- Photographie : Bobby Bukowski
- Montage : Elizabeth Kling
- Production : Ephraim Horowitz
- Société de production : Arthur Goldblatt Productions, Central City Films et Grandview Avenue Pictures
- Pays :  États-Unis
- Genre : Policier, drame et thriller
- Durée : 113 minutes
- Dates de sortie : 
  -  États-Unis : octobre 1990 (festival international du film de Chicago), 18 janvier 1991

## Distribution
- John Turturro : Mike Battaglia
- Katherine Borowitz : Ruthie Battaglia
- Dennis Farina : Bankie Como
- Peter Boyle : Matt Duffy
- Lilia Skala : Lucia
- Steven Wright : Sterling
- Rod Steiger : Charlie D'Amico
- Stanley Tucci : Mal
- Carl Capotorto : Don
- Michael Badalucco : Sal
- Robert Modica : Carmelo Rossi
- David Thornton : Philly Como
- Michael Sergio : Jamesy
- Tony Gigante : Ray
- Dan Grimaldi : Carmine
- Joseph Carberry : Leonetti
- John Gallagher : Shea
- Richard Petrocelli : Artie
- Jeff Mazzola : Pete
- Joe Paparone : Ralphie
- Vincent Pastore : Sammy
- Steven Randazzo : Felix
- Bobby Moresco : Benny
- Ronald Maccone : le Grec
- Richard Spore : Carmella
- Andre Belgrader : Aldo
- Olek Krupa : Beda
- Edward Gallardo : Manuel
- Joseph Ragno : Padrino Ricci
- Nicholas Turturro : Bingo
- J. R. Nutt : Doug
- Julie Garfield : Irene
- Beatrice Alda : Susan
- Richard J. Grund : Paulie
- Harlan Cary Poe : Bob
- Rick Washburn : Louie
- Matthew Sussman : Gunman
- Ed Setrakian : Dr. Edwards

## Distinctions
Le film a été présenté en sélection officielle en compétition au festival international du film de Chicago.